# Escut i bandera de Moixent
L'escut i la bandera de Moixent són els símbols representatius de Moixent, municipi del País Valencià, a la comarca de la Costera.

## Escut heràldic
L'escut oficial de Moixent, d'ús immemorial, té el següent blasonament:
| « | Escut ibèric, de boca redona. En camper d'atzur, un castell d'or amb tres torres, maçonat i ajurat de sable. Per timbre, una corona reial oberta. | » |

## Bandera
La bandera oficial de Moixent té la següent descripció:
| « | Bandera de proporcions 2:3. Per meitat en alt. A la primera meitat, junt a l'asta, un castell daurat sobre blau. A la segona meitat daurat. | » |

## Història
L'escut va ser rehabilitat per Reial Decret 2845/1979, de 5 d'octubre, publicat al BOE núm. 277 de 19 de novembre de 1979. Posteriorment, es va modificar per Resolució de 2 de febrer de 1993, del conseller d'Administració Pública, publicada en el DOGV núm. 1.986, del 17 de març de 1993.
La bandera va ser aprovada per Resolució de 31 de maig de 2001, del conseller de Justícia i Administracions Públiques, publicada en el DOGV núm. 4.044, de 17 de juliol de 2001.
L'escut ha estat utilitzat per la vila tradicionalment, amb la representació del castell de Moixent, les ruïnes del qual dominen la població des de dalt del turó, i que fou seu de l'antiga baronia des del segle xiv.
Amb la modificació de 1993 es corregiren les errades vexil·lològiques presents en l'escut de 1979. Així, s'eliminà la paraula «Moxente» per ser una incorporació recent i un element estrany a la tradició heràldica. També es canvià la corona tancada, castellana, per la corona reial oberta, tradicional del Regne de València, malgrat que l'Ajuntament normalment feia servir un escut sense timbrar.

Escut oficial entre 1979 i 1993.
Escut sense timbrar.

L'escut de 1979 tenia el següent blasonament:
| « | D'atzur, el castell d'or, de tres torres, portes i finestres de sable (que és negre), carregat en lletres de sable «Moxente»; aquesta paraula trisíl·laba -que en altre cas podria resultar redundant- sembla oportuna ara, per la reiteració en l'armorial civil de torres i castells. Al timbre, corona reial, tancada. | » |

A l'Arxiu Històric Nacional es conserven les empremtes de tres segells en tinta de 1876, dos de l'Alcaldia i un de l'Ajuntament. S'hi representa una torre torrejada en comptes del castell. Al segell de l'Ajuntament hi apareixen també dos lleons.

Segell de l'Ajuntament(AHN, 1876).
Segell de l'Alcaldia (AHN, 1876).
Segell de l'Alcaldia (AHN, 1876).